# Yeshivá Mir (Jerusalén)
La Yeshiva Mir (en hebreo: ישיבת מיר ירושלים), es una yeshivá judía ortodoxa, situada en Jerusalén, la capital del estado de Israel. Con más de 8.500 estudiantes solteros y casados, es la mayor yeshivá del mundo. La mayoría de los estudiantes proceden de los Estados Unidos de América, y de Israel, otros son originarios de países incluindo el Reino Unido, Bélgica, Francia, México, Suiza, Argentina, Australia y Canadá.

## Historia

### Fundación de la yeshivá
La yeshivá fue fundada en la pequeña ciudad bielorrusa de Mir, situada en la actual Bielorrusia en 1817 (entonces Mir formaba parte del Imperio Ruso) por el rabino Shmuel Tiktinsky. Después de su muerte, su hijo mayor, el rabino Avraham Tiktinsky, fue nombrado director de la yeshivá (Rosh yeshiva). Después de varios años, Avraham Tiktinsky murió y su hermano menor, el rabino Chaim Leib Tiktinsky, le sucedió y permaneció como Rosh yeshiva durante décadas. Le sucedió su hijo, el rabino Avrohom Tiktinsky, quien llevó al rabino Eliyahu Boruch Kamai a la yeshivá. En el año 1903, la hija del Rabino Kamai se casó con el Rabino Eliezer Yehuda Finkel (también llamado Rabi Leizer Yudel), el hijo del Rabino Nosson Tzvi Finkel (el Alter de Slabodka), quién con el tiempo se convirtió en el director de la Yeshivá Mir. La yeshivá permaneció en ese lugar hasta 1914. Con el estallido de la Primera Guerra Mundial, la yeshivá se trasladó a Poltava, Ucrania.

### Segunda Guerra Mundial
En 1921, la yeshivá regresó a sus instalaciones originales en Mir, donde permaneció hasta que la Alemania nazi invadió Polonia en 1939, marcando el comienzo del Holocausto judío. Aunque muchos de los estudiantes nacidos en el extranjero se marcharon cuando el Ejército soviético invadió Polonia por el este, la yeshivá siguió funcionando, aunque a una escala reducida, hasta que el Ejército nazi alemán que se acercaba, hizo que los líderes de la yeshivá trasladaran a toda la comunidad a la ciudad de Keidan, situada en Lituania.
En esa misma época, el Rabino Eliezer Yehuda Finkel, viajó a Israel para obtener visas para sus estudiantes y restablecer la yeshivá en Eretz Israel, pero estos planes fueron interrumpidos por el estallido de la Segunda Guerra Mundial. En 1944, el Rabino Finkel abrió una sucursal de la yeshivá en la ciudad santa de Jerusalén con solo diez estudiantes, entre ellos el Rabino Yudel Shapiro (quién más tarde sería el director del colegio Chazon Ish), el Rabino Chaim Brim, (quién más tarde sería el Rosh yeshiva de Rizhn-Boyan) y el Rabino Chaim Greineman.
Mientras los ejércitos nazis seguían avanzando hacia el este, los estudiantes de la yeshivá huyeron a la República de China, a la ciudad costera de Shanghái, que entonces estaba controlada por el Imperio de Japón, y permanecieron allí hasta el final de la Segunda Guerra Mundial.
La historia de la huida al Lejano Oriente de la Yeshivá Mir, junto con miles de otros refugiados judíos durante la Segunda Guerra Mundial, gracias en gran parte a los visados expedidos por el cónsul general japonés en Lituania, Chiune Sugihara, ha sido objeto de varios libros y películas.

### Después de la guerra
Después de la guerra, la mayoría de los refugiados judíos del Gueto de Shanghái, partieron hacia Palestina y los Estados Unidos de América. Entre ellos había supervivientes de la Yeshivá Mir, muchos de los cuales se reincorporaron a la yeshivá más tarde en Jerusalén.
Cuando el Rabino Finkel murió el 19 de julio de 1965, su hijo, el Rabino Beinish Finkel y su cuñado, el Rabino Chaim Leib Shmuelevitz se convirtieron en los directores de la yeshivá. El Rabino Chaim era considerado el director principal de la yeshivá, y cuando este murió, su yerno, el Rabino Nachum Partzovitz lo reemplazó. 
El Rabino Beinish Finkel se convirtió en el Rosh yeshiva, después de la muerte del Rabino Nachum. Con la muerte del Rabino Beinish Finkel en 1990, las riendas de la yeshivá fueron tomadas por los yernos del Rabino Beinish Finkel, con el director de la yeshivá, el rabino Nosson Tzvi Finkel, al mando. Después de la repentina muerte del Finkel, el 8 de noviembre del año 2011, su hijo mayor, el Rabino Eliezer Yehuda Finkel, fue nombrado su sucesor.
Bajo la dirección de Finkel, la inscripción en la yeshivá creció en número hasta llegar a miles de nuevos estudiantes. El gran número de estudiantes matriculados en la yeshivá se dividió en varios grupos de aprendizaje llamados "javurás". Cada javurá consiste en el mismo tipo de estudiante, por ejemplo: americano, europeo, israelí, jasídico y no jasídico. Estas javurás están ubicadas en las áreas que han sido designadas, dentro de las varias salas de estudio de la yeshivá y en el comedor. Cada javurá está subdividida en una clase, llamada en hebreo "shiur", con un profesor, llamado "maguid shiur", que enseña a un promedio de 40 a 60 estudiantes. El grupo de estudio más grande de la yeshivá, es el del Rabino Asher Arieli, que imparte lecciones (shiurim) en yidis a aproximadamente 700 estudiantes del Talmud de Babilonia.
Mir tiene una rama en Modin Ilit, que está orientada principalmente hacia los estudiantes israelíes, y que también incluye un colegio. La Yeshivá Mir en Modin Ilit, fue dirigida por el rabino Aryeh Finkel, el nieto del rabino Eliezer Yehuda Finkel, hasta su muerte, que tuvo lugar el 9 de agosto de 2016. Su hijo mayor, el Rabino Binyomin Finkel, se hizo cargo de la dirección de la yeshivá.